# Anthrenus nipponensis
Anthrenus nipponensis es una especie de escarabajo de piel del género Anthrenus, categorizada en la tribu Anthrenini, de la subfamilia Megatominae. Mide aproximadamente 2,3-4,1 mm de longitud.

## Distribución
Se distribuye por Asia: Japón, Corea y China.

## Taxonomía
Fue descrita por Kalík & Ohbayashi en 1985.